# Cotinguiba Sport Club
El Cotinguiba Esporte Clube és un club de futbol brasiler de la ciutat d'Aracaju a l'estat de Sergipe.

## Història
El club va ser fundat el 10 d'octubre de 1909. Guanyà el Campionat sergipano els anys 1918, 1920, 1923, 1936, 1942, i 1952, i el de segona divisió el 1993.

## Palmarès
- Campionat sergipano:
  - 1918, 1920, 1923, 1936, 1942, 1952

- Campionat sergipano de Segona Divisió:
  - 1993

## Estadi
El Cotinguiba Esporte Clube juga els seus partits com a local a l'Estadi Lourival Baptista, anomenat Batistão. Té una capacitat màxima per a 14.000 espectadors.